# Frederik Scheel
Frederik (Fritz) Christian greve af Rosenkrantz Scheel (17. november 1833 i København – 3. marts 1912) var en dansk kammerherre, hofjægermester og politiker.
Frederik Scheel var søn af kammerherre, grev Henrik Scheel til Stamhuset Rosenkrantz (omfattende Trudsholm, Barritskov og Ryegaard) og Hustru Anna f. Prom. Han arvede dette stamhus. Scheel var Folketingsmand for Roskildekredsen 1879-95 og kongevalgt medlem af Landstinget fra 1895 (Højre). Han var også medlem af Roskilde Amtsråd 1865-1901. Han var Kommandør af 1. grad af Dannebrogordenen og Dannebrogsmand.
Han var medlem af bestyrelsen for Dansk Folkemuseum, viceformand i Dansk Røde Kors til 1909, medlem af Komitéen for Dansk Vestindien og af Landmandsbankens bankråd.
Han var gift med Frederikke f. Zachariae, f. 4. december i København.